# Bayless Conley
Bayless Conley (* 1955) ist ein evangelikaler US-amerikanischer Fernsehprediger und Autor. Bekannt wurde er durch seine Fernsehsendung Antworten mit Bayless Conley, die alle Kontinente erreicht und jede Woche auf verschiedenen TV-Sendern ausgestrahlt wird.

## Leben und Wirken
Bayless Conley leitet gemeinsam mit seiner Frau Janet die Cottonwood Church, eine Freikirche in Orange County, Kalifornien (USA). Aufgewachsen in Südkalifornien geriet er in jungen Jahren in eine Drogen- und Alkoholsucht. Er erzählt in seinen Vorträgen, dass er in dieser Zeit viele dramatische Situationen durchlebt hat und auf der Suche nach dem wahren Sinn des Lebens war. Ein zwölfjähriger Junge, der Bayless eines Tages in einem Park angesprochen hatte, erzählte ihm von seinem Glauben an Jesus Christus. Auf diesem Weg habe Bayless Conley für sich den christlichen Glauben entdeckt, als eine Quelle, die ihm Wahrheiten für sein Leben gibt. Aus der Bibel habe er Antworten auf viele Lebensfragen gefunden. Er ist auch Bibelschullehrer an der International School of Ministry.
Bayless Conley möchte Menschen durch die Medien von Gott erzählen und sie in ihrem Glauben stärken. Er hat 13 Bücher geschrieben. Dazu zählen neun Minibücher und drei Taschenbücher. Seine Vorträge auf Deutsch werden auf den Sendern Bibel TV, Rhein-Main TV, Sport1, Super RTL, ANIXE Plus, Toggo Plus, Schweiz 5 und Helvetia One TV ausgestrahlt.

## Antworten mit Bayless Conley e.V.
Antworten mit Bayless Conley ist eine christliche Non-Profit-Organisation, die Vorträge von Bayless Conley aus den USA in Form von TV-Sendungen, Büchern und CDs im deutschen Raum verbreitet. Der Verein hat seinen Sitz in Hamburg, Deutschland.

## Botschaft
Vorträge von Bayless Conley beinhalten oft Erfahrungen aus seinem eigenen Leben. Er beschäftigt sich mit jeglichen Fragen, die sich viele Menschen in unterschiedlichen Lebensbereichen stellen. Antworten dazu sucht er in der Bibel.

## Werke
- Antworten für jeden Tag, Andachtsbuch. Antworten mit Bayless Conley, Witten 2006, ISBN 978-0-9787638-1-7.
- Von Generation zu Generation, Arbeitsbuch. Antworten mit Bayless Conley, Witten 2015, ISBN 978-1-942464-19-8.
- Gott hat so viel mehr für dich, Themenheft. Antworten mit Bayless Conley, Witten 2019, ISBN 978-0-9981178-3-6
- Niedergeworfen, aber nicht vernichtet, Minibuch. Antworten mit Bayless Conley, Pößneck 2007, ISBN 978-1-934590-08-9.
- Beten aber wie? Minibuch. Antworten mit Bayless Conley, Witten 2017, ISBN 978-1-934590-09-6.
- Es gibt immer Hoffnung, Minibuch. Antworten mit Bayless Conley, Witten 2016, ISBN 978-1-934590-10-2.
- Das Kreuz mit dem Kreuz, Minibuch. Antworten mit Bayless Conley, Witten 2018, ISBN 978-0-9981179-0-4.
- Fußspuren des Glaubens, Minibuch. Antworten mit Bayless Conley, Witten 2009, ISBN 978-1-934590-15-7.
- Gott kann Fehler in Wunder verwandeln, Minibuch. Antworten mit Bayless Conley, Witten 2009, ISBN 978-0-9787638-5-5.
- Wo ist Gott in schwierigen Zeiten, Minibuch. Antworten mit Bayless Conley, Witten 2013, ISBN 978-1-934590-31-7.
- Die Errettung verstehen, Minibuch. Antworten mit Bayless Conley, Witten 2011, ISBN 978-1-934590-39-3.
- Die Erfüllung mit dem Heiligen Geist, Minibuch. Antworten mit Bayless Conley, Witten 2011, ISBN 978-1-934590-51-5.